# جودي يونغ
جودي يونغ (بالإنجليزية: Judy Yung)‏ هي أمينة مكتبة أمريكية، ولدت في 1946.